# Zelotes medianus
Zelotes medianus es una especie de arañas araneomorfas de la familia Gnaphosidae.

## Distribución geográfica
Es endémica de la península ibérica (España, Portugal y Andorra) y zona pirenaica de Francia.